# Nomisia montenegrina
Nomisia montenegrina är en spindelart som beskrevs av Louis Giltay 1932. Nomisia montenegrina ingår i släktet Nomisia och familjen plattbuksspindlar.
Artens utbredningsområde är Montenegro. Inga underarter finns listade i Catalogue of Life.